# Hiéroglyphe égyptien A48

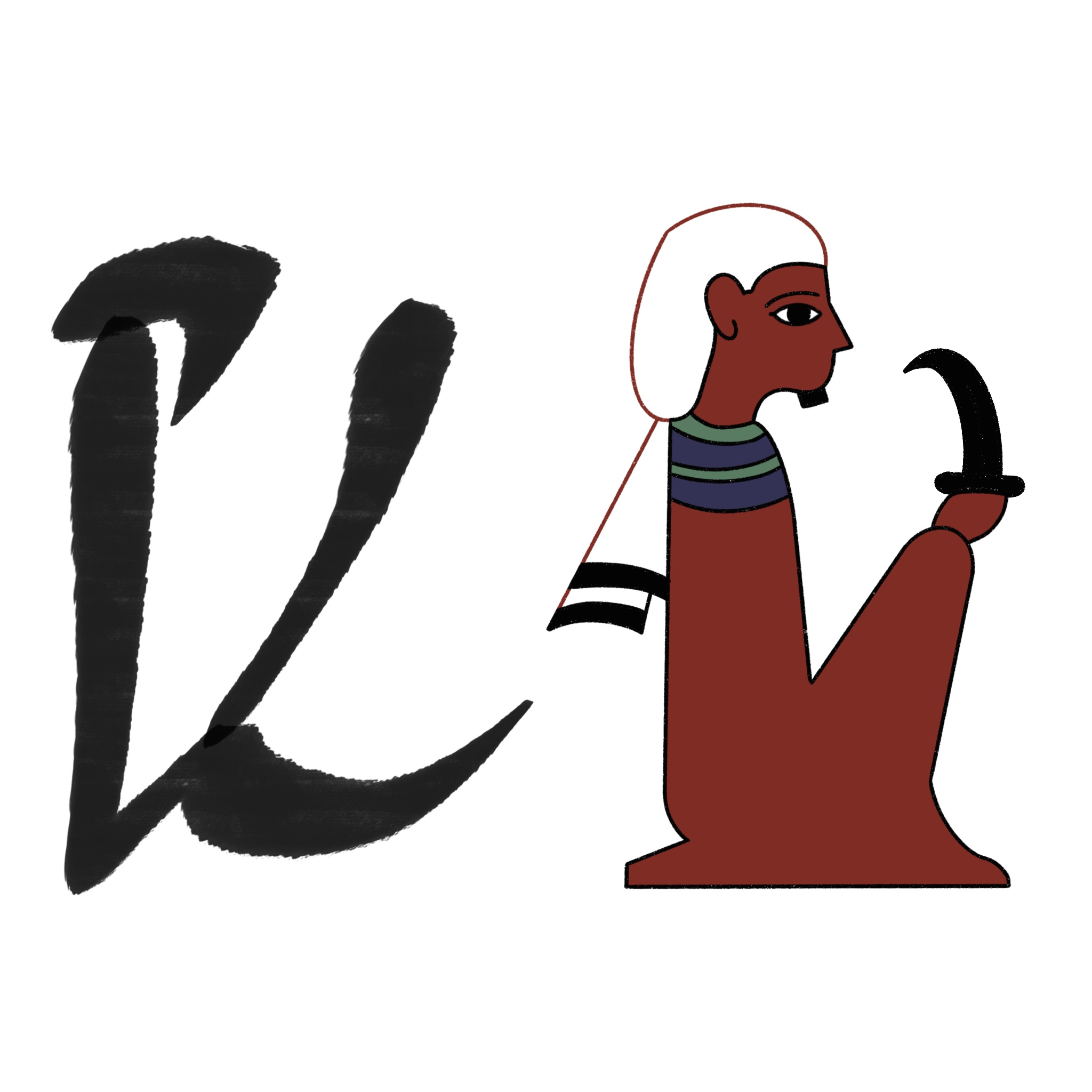
Version hiératique et hiéroglyphique

Le hiéroglyphe égyptien A48 (homme assis tenant un couteau), est classifié dans la section A « L'Homme et ses occupations » de la liste de Gardiner ; il y est noté A48.

## Représentation
Il représente un homme assis, vêtu d'un manteau portant généralement un khat et tenant un couteau. Il est translittéré jry ou sȝw.

## Utilisation
| i | r · Z4 | A48 |

| i | r · Z4 | A48 |

« se rapportant à, en ; à cela, de cela, son, sa, ses, leur(s), qui est en rapport avec, préposé à, responsable de, correspondant à, approprié ».
| A47 | w |

| A47 | w |

| A48 | O31 |

| A48 | O31 |

| A48 | O31 |

| A48 | O31 |

« Gardien de la porte ».
| A48 | O31 |

| A48 | O31 |

| A47 |

| A47 |

l'hiéroglyphe A48 dans le but de donner les moyens au « gardien » de défendre la « porte ».
Cela et rendu possible par le procédé cryptographique de transfert homomorphique entre les hiéroglyphes A47 et A48.
Il ne doit pas être confondu avec les hiéroglyphes :
| A47 |

| A47 |

| A49 |

| A49 |

## Exemples de mots
| i | r · Z4 | A48 | F4 · t · Z1 |

| i | r · Z4 | A48 | F4 · t · Z1 |

| A48 | h · p · Y1 |

| A48 | h · p · Y1 |

| A48 | O31 |

| A48 | O31 |